# ATC-kod B01: Antikoagulantia
ATC-kod B01: Antikoagulantia är en del av klassificeringssystemet ATC (Anatomical Therapeutic Chemical Classification System) för läkemedel och vissa andra medicinska produkter. ATC utvecklas av WHO och består av alfanumeriska koder indelade i grupper utifrån anatomi, medicinsk funktion och läkemedelstyp på 5 olika kodnivåer. Denna sida utgör innehållet i en specifik grupp på nivå 2.

## B01AAntikoagulantia

### B01AAVitamin K-antagonister
B01AA01 Dikumarol
B01AA02 Fenindion
B01AA03 Warfarin
B01AA04 Fenprocoumon
B01AA07 Acenokumarol
B01AA08 Etylbiskoumacetat
B01AA09 Klorindion
B01AA10 Difenadion
B01AA11 Tioklomarol

### B01ABHeparingruppen
B01AB01 Heparin
B01AB02 Antitrombin (heparin-cofaktor)
B01AB04 Dalteparin
B01AB05 Enoxaparin
B01AB06 Nadroparin
B01AB07 Parnaparin
B01AB08 Reviparin
B01AB09 Danaparoid
B01AB10 Tinzaparin
B01AB11 Sulodexid
B01AB12 Bemiparin
B01AB51 Heparin, kombinationer

### B01ACTrombocytaggregationshämmandemedel, exkl heparin
B01AC01 Ditazol
B01AC02 Klorikromen
B01AC03 Pikotamid
B01AC04 Klopidogrel
B01AC05 Tiklopidin
B01AC06 Acetylsalicylsyra
B01AC07 Dipyridamol
B01AC08 Karbasalatkalcium
B01AC09 Epoprostenol
B01AC10 Indobufen
B01AC11 Iloprost
B01AC13 Abciximab
B01AC14 Anagrelid
B01AC15 Aloxiprin
B01AC16 Eptifibatid
B01AC17 Tirofiban
B01AC18 Triflusan
B01AC19 Beraprost
B01AC21 Treprostinil
B01AC30 Kombinationer

### B01ADEnzymer
B01AD01 Streptokinas inkl. kombinationer
B01AD02 Alteplas
B01AD03 Anistreplas
B01AD04 Urokinas
B01AD05 Fibrinolysin
B01AD06 Brinas
B01AD07 Reteplas
B01AD08 Saruplas
B01AD09 Ankrod
B01AD10 Drotrecogin alfa
B01AD11 Teneceplas
B01AD12 Protein C

### B01AE Direkt trombinhämmande medel
B01AE01 Desirudin
B01AE02 Lepirudin
B01AE03 Argatroban
B01AE04 Melagatran
B01AE05 Ximelagatran
B01AE06 Bivalirunin
B01AE07 Dabigatranetexilat

### B01AF Direktverkande faktor Xa-hämmare
B01AF01 Rivaroxaban
B01AF02 Apixaban
B01AF03 Edoxaban

### B01AX Övriga antitrombotiska medel
B01AX01 Defibrotid
B01AX04 Dermatansulfat
B01AX05 Fondaparinux
B01AX06 Rivaroxaban
B01AX07 Kaplacizumab

### Engelska
- WHO Collaborating Centre for Drug Statistics Methodology - ATC Index
- WHO Collaborating Centre for Drug Statistics Methodology - ATCvet Index

### Svenska
- SIL online
- FASS.se - ATC
- FASS.se - Veterinär-ATC
- Sök läkemedelsfakta - Läkemedelsverket
- Socialstyrelsen : Klassifikationer
- Nationellt produktregister för läkemedel - NPL